# Nenško avtonomno okrožje
Nenško avtonomno okrožje, lahko tudi Nenecija (rusko Не́нецкий автоно́мный о́круг; nenško Ненёцие автономной ӈокрук, latinizirano: Nenjocije awtonomnoj ŋokruk) je federalni subjekt Rusije in avtonomno okrožje Arhangelske oblasti. Njegovo glavno mesto je Narjan-Mar. Ima površino 176.700 km² in 42.090 prebivalcev (po popisu prebivalstva 2010) ter je tako najmanj obljuden/poseljen federalni subjekt Rusije.
13. maja 2020 sta guvernerja Nenškega avtonomnega okrožja in Arhangelske oblasti predstavila načrt za združitev obeh federalnih subjektov. Referendum je bil načrtovan za september, vendar so mu lokalni prepbivalci nasprotovali, zaradi česar je bil proces združevanja popolnoma preklican.

## Zgodovina
Prva omemba Nenških ljudi sega v 11. stoletje, ko so bili omenjeni v Zgodovini minulih let, kroniki Kijevske Rusije med letoma 850 in 1110, prvotno napisana v Kijevu okrog leta 1113. Takrat je bila Kijevska Rusija pod vplivom Novgoroda, kakor tudi ostala severovzhodna območja Kijevske Rusije. Ob koncu 15. stoletja je začel novgorodski vpliv upadati in območje jej prišlo pod nadzor Moskovčanov.

## Gospodarstvo
Gospodarstvo okrožja je večinoma vezano na nafto in plin, ki predstavljata okrog 99 % vse industrijske dejavnosti v okrožju. Zaradi velikega pomena nafte v okrožju, so se močno povečali prihodki okrožja, ki so leta 1997 znašali 6,7 mio EUR, leta 2007 pa 190 mio EUR.
Nenški način življenja je osredotočen na rejo severnih jelenov, čeprav se je na koncu 20. stoletja samo 14 % Nenških ljudi neposredno ukvarjalo z rejo. V okrožju so tri vrste severnih jelenov: kolektivni, osebni in zasebni. Večino severnih jelenov imajo v lasti kolektivne kmetije, kjer so zaposleni Nenški ljudje.

### Vira
- T. Tuuisku, Transition Period in the Nenets Autonomous Okrug: Changing and Unchanging Life of Nenets People. First published in: ed. E. Kasten, People and the Land: Pathways to Reform in Post-Soviet Siberia, 2002, p. 189–205. Berlin: Deitrich Reimer Verlag
- The Norwegian Barents Secretariat – Barents Monitoring, Nenets Autonomous Okrug, First Quarter, 2009